# Левицька Ярослава Миколаївна
Ярослава Миколаївна Левицька (псевдо Козачка; нар. 17 січня 1926, с. Улашківці, нині Україна) — учасниця національно-визвольних змагань. Зв'язкова УПА. Орден «За заслуги» 3-го ступеня (2017).

## Життєпис
Ярослава Левицька народилася 17 січня 1926 року у селі Улашківцях, нині Нагірянської громади Чортківського району Тернопільської области України.
Членкиня Спілки політв’язнів і репресованих Чортківського району та Всеукраїнського братства ветеранів ОУН-УПА імені генерала Романа Шухевича — «Тараса Чупринки», а також багатолітня політв'язень.
Проживає у Чорткові з дочкою.